# Línea 3 (Salamanca de Transportes)
La línea 3 de la red de Autobuses urbanos de Salamanca une el barrio de Garrido con el Barrio San José, pasando por el centro de la ciudad.

## Características
La línea 3 enlaza el barrio de Garrido con el Barrio San José en aproximadamente 30 minutos. Este recorrido también es realizado por la línea 6 con la diferencia de que esta línea lo realiza a través de la Gran Vía mientras que la línea 6 lo hace por Hospitales.
Esta línea se trata de una de las 5 líneas originales que comenzaron a dar servicio en el año 1987 con el recorrido Garrido - La Vega. Pese a que su denominación y recorridos han cambiado y ya no da servicio a la plaza del Barrio de La Vega ni a la calle de Palos de la Frontera, su cabecera en San José queda en el límite de este barrio y prácticamente a la altura del cruce con esta calle.
Al igual que el resto de las líneas urbanas de la ciudad de Salamanca, está operada por Salamanca de Transportes, perteneciente a Grupo Ruiz.

### Frecuencias
| Lunes a viernes laborables |                |
| de 7:15 a 22:45            | cada 10-15 min |
| Sábados laborables         |                |
| de 8:15 a 22:45            | cada 10-15 min |
| Domingos y festivos        |                |
| de 9:55 a 22:35            | cada 20-30 min |

| Lunes a viernes laborables |                |
| de 7:15 a 22:45            | cada 10-15 min |
| Sábados laborables         |                |
| de 8:15 a 22:45            | cada 10-15 min |
| Domingos y festivos        |                |
| de 9:45 a 22:45            | cada 20-30 min |

NOTA: La última expedición de lunes a sábado desde Garrido y de todos los días desde San José finaliza en la Gran Vía.

## Recorrido y paradas

### Sentido San José
La línea inicia su recorrido en la avenida de los Cedros, en las proximidades de la plaza de Barcelona. Recorre esta avenida hasta la glorieta en su cruce con la avenida de Federico Anaya, donde gira a la izquierda para encarar esta avenida en dirección al centro de la ciudad. Continúa por la prolongación de esta, la calle María Auxiliadora, dejando a su derecha el centro comercial de El Corte Inglés. Al final de esta calle toma brevemente la avenida de Mirat para inmediatamente después bajar por la Gran Vía donde, dependiendo de la expedición, continuará hasta el cruce con la calle Correhuela o continuará hasta el final en la plaza del Concilio de Trento. En el caso de las expediciones hasta las 15:00h. de lunes a sábado, tras girar por la calle Correhuela, vuelve a girar a la izquierda por la calle Pozo Amarillo, por la que llega hasta la plaza del Mercado y plaza del Poeta Iglesias. Tras ello, baja por la calle San Pablo. En el caso del resto de expediciones, tras llegar a la plaza del Concilio de Trento, gira hacia la calle Juan de la Fuente por la que llega hasta la plaza de Colón, donde se incorpora a la calle San Pablo y donde se inicia de nuevo el recorrido común de la línea.
Tras llegar al final de la calle San Pablo, continúa por la avenida de los Reyes de España, atravesando el río Tormes por el Puente de Enrique Estevan y llegando a la glorieta de Vetones y Vacceos. Desde allí, continúa por la vía Helmántica hasta la glorieta de Leonardo da Vinci, donde gira a la derecha para subir por la calle Joaquín Rodrigo, ya en el barrio San José, por donde sigue hasta el cruce con la calle Maestro Serrano.
Al final de la calle Maestro Serrano, gira a la derecha para recorrer la calle Hilario Goyenechea y, finalmente, la avenida Juan de Austria, prolongación de ésta, donde a la altura del número 8 establece su cabecera en el barrio San José
NOTA: Las expediciones hasta las 15:00h. de lunes a sábado realizan su recorrido entre la Plaza del Empresario y la Avenida de los Reyes de España parando en la parada señalada en lila, el resto lo hacen en las señaladas en amarillo, siendo la primera de ellas (Gran Vía, 38) donde finaliza su recorrido la última expedición de lunes a sábado.
| Código | Parada                              | Común con | Otros                                 |
| ------ | ----------------------------------- | --------- | ------------------------------------- |
| 69     | Avenida de Los Cedros, 43           | 6         |                                       |
| 70     | Avenida de Los Cedros, 25           | 6         |                                       |
| 71     | Avenida de Los Cedros, 3            | 6         |                                       |
| 72     | Avenida de Federico Anaya, 19       | 6         |                                       |
| 73     | Avenida de María Auxiliadora, 71-85 | 6         |                                       |
| 74     | Avenida de María Auxiliadora, 61    | 6         |                                       |
| 75     | Avenida de María Auxiliadora, 1-11  | 6         |                                       |
| 4      | Plaza del Empresario, s/n           | 1 2 4 8 9 |                                       |
| 76     | Plaza del Mercado, s/n              | 4         |                                       |
| 222    | Gran Vía, 38                        | 1 4 8 9   |                                       |
| 333    | Gran Vía, 72                        | 1 4 8 9   |                                       |
| 6      | Avenida de los Reyes de España, 32  | 1 9 12    | Transporte Metropolitano de Salamanca |
| 77     | Calle Joaquín Rodrigo, 38           | 13        |                                       |
| 208    | Calle Joaquín Rodrigo, s/n          | 6 12      |                                       |
| 78     | Calle Maestro Serrano, s/n          | 6 12      |                                       |
| 79     | Calle Hilario Goyenechea, 29        | 6 13      |                                       |
| 80     | Avenida Juan de Austria, frente 108 |           |                                       |
| 81     | Avenida Juan de Austria, frente 62  |           |                                       |
| 82     | Avenida Juan de Austria, frente 8   |           |                                       |

### Sentido Garrido
La línea inicia su recorrido en la avenida Juan de Austria. Nada más empezar realiza un cambio de sentido para continuar por esta avenida y por la calle Hilario Goyenechea.
Al final de ésta gira a la izquierda en la calle Maestro Serrano, y de nuevo para incorporarse a la calle Maestro Rodrigo, que recorre hasta la glorieta de Leonardo da Vinci. En esta última gira a la izquierda para circular por la Vía Helmántica, en paralelo al curso del río Tormes, hasta el Puente de Enrique Estevan, que atraviesa desembocando en la Avenida de los Reyes de España. A través de las calles San Pablo y Arroyo de Santo Domingo se incorpora a la Gran Vía, recorriéndola de principio a fin.
Una vez en la Plaza de España, gira brevemente hacia la avenida de Mirat para inmediatamente volver a girar a la derecha para recorrer tanto la calle María Auxiliadora como su prolongación, la avenida de Federico Anaya hasta el cruce con la avenida de los Cedros, donde finalmente establece su cabecera para el sentido San José.
NOTA: La última expedición finaliza todos los días en la parada señalada en amarillo.
| Código | Parada                             | Común con | Otros                                 |
| ------ | ---------------------------------- | --------- | ------------------------------------- |
| 82     | Avenida Juan de Austria, frente 8  |           |                                       |
| 84     | Avenida Juan de Austria, 50        |           |                                       |
| 85     | Avenida Juan de Austria, 108       |           |                                       |
| 86     | Calle Hilario Goyenechea, 20       | 6         |                                       |
| 87     | Calle Maestro Serrano, s/n         | 6 12      |                                       |
| 88     | Calle Joaquín Rodrigo, 38          | 12        | Transporte Metropolitano de Salamanca |
| 89     | Calle Joaquín Rodrigo, frente 36   | 13        |                                       |
| 26     | Avenida de los Reyes de España, 23 | 1 9 12    | Transporte Metropolitano de Salamanca |
| 27     | Gran Vía, 75                       | 1 4 8 9   |                                       |
| 301    | Gran Vía, 45                       | 1 4 8 9   | Transporte Metropolitano de Salamanca |
| 28     | Gran Vía, 25                       | 1 2 4 8 9 |                                       |
| 91     | Calle de María Auxiliadora, 10     | 6         |                                       |
| 92     | Avenida de María Auxiliadora, 48   | 6         |                                       |
| 93     | Avenida de María Auxiliadora, 70   | 6         |                                       |
| 94     | Avenida de Federico Anaya, 24      | 6         |                                       |
| 95     | Avenida de Los Cedros, 6           | 6         |                                       |
| 96     | Avenida de Los Cedros, 18          | 6         |                                       |
| 97     | Avenida de Los Cedros, 40          | 6         |                                       |